# Geometrický plán
Geometrický plán (GP) je klasický technický nástroj a neoddělitelná součást všech právních listin, podle nichž má být proveden zápis do katastru nemovitostí, je-li třeba předmět zápisu nově zobrazit do katastrální mapy. Např. při rozdělení stávajícího pozemku, při dokončení budovy, která je předmětem zápisu v katastru nemovitostí atp. Geometrický plán (dříve se uváděly rozdílné názvy) se používá v české praxi nepřetržitě od 80. let 19. století. Podle § 2 písm. j) zákona č. 256/2013 Sb., o katastru nemovitostí (katastrální zákon), jde o technický podklad pro vyhotovování listin, na základě kterých má dojít ke změnám v souboru geodetických informací a v souboru popisných informací.
Geometrický plán musí být vždy vyhotoven na základě výsledků zeměměřických činností. Geometrický plán bez měření je jako pojem nesmyslný, a pokud se v praxi vyskytne, je hrubým porušením mnoha ustanovení katastrálních předpisů. Katastrální mapa vzniká originálním mapováním, avšak již druhý den po svém vzniku „stárne“, a proto se musí udržovat v souladu se skutečným a právním stavem. Údržba se v historii často uskutečňovala reambulací, scelením, pozemkovými úpravami. Univerzálním nástrojem, umožňujícím komunikaci mezi právníky, zeměměřiči, projektanty, atd. včetně laické veřejnosti se stal geometrický plán.
Opačným postupem než doplnění katastrálních map je vytyčení hranic pozemků.

## Druhy geometrických plánů
Podle § 79 vyhlášky č. 357/2013 Sb., o katastru nemovitostí (katastrální vyhláška), se geometrické plány vyhotovují pro:
- změnu hranice katastrálního území
- rozdělení pozemku
- změnu hranice pozemku
- vyznačení nebo změnu obvodu budovy, která je hlavní stavbou na pozemku, a vodního díla
- určení hranic pozemků při pozemkových úpravách
- doplnění souboru geodetických informací o pozemek evidovaný dosud zjednodušeným způsobem
- opravu geometrického a polohového určení nemovitostí
- upřesnění nebo rekonstrukci údajů o parcele podle přídělového řízení
- průběh vytyčené nebo vlastníky upřesněné hranice pozemků
- průběh hranice určené soudem
- vymezení rozsahu věcného břemene k části pozemku

## Náležitosti geometrického plánu
- popisové pole
- grafické znázornění
- výkaz výměr dosavadního a nového stavu údajů katastru nemovitostí
- seznam souřadnic
- výkaz údajů o bonitovaných půdně ekologických jednotkách (BPEJ)